# Gdańska Kolej Dojazdowa

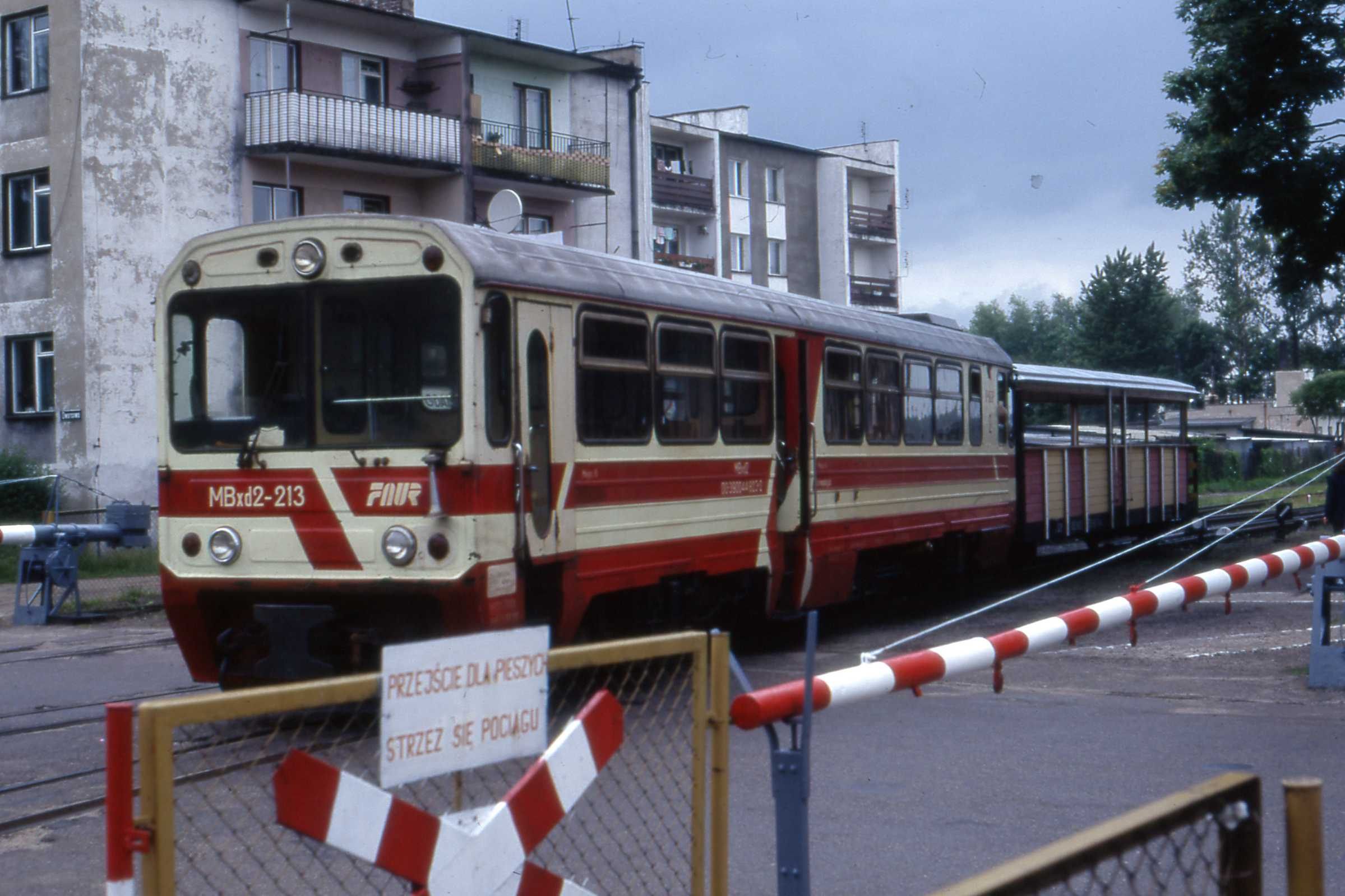
Gdańska Kolej Dojazdowa, 1995

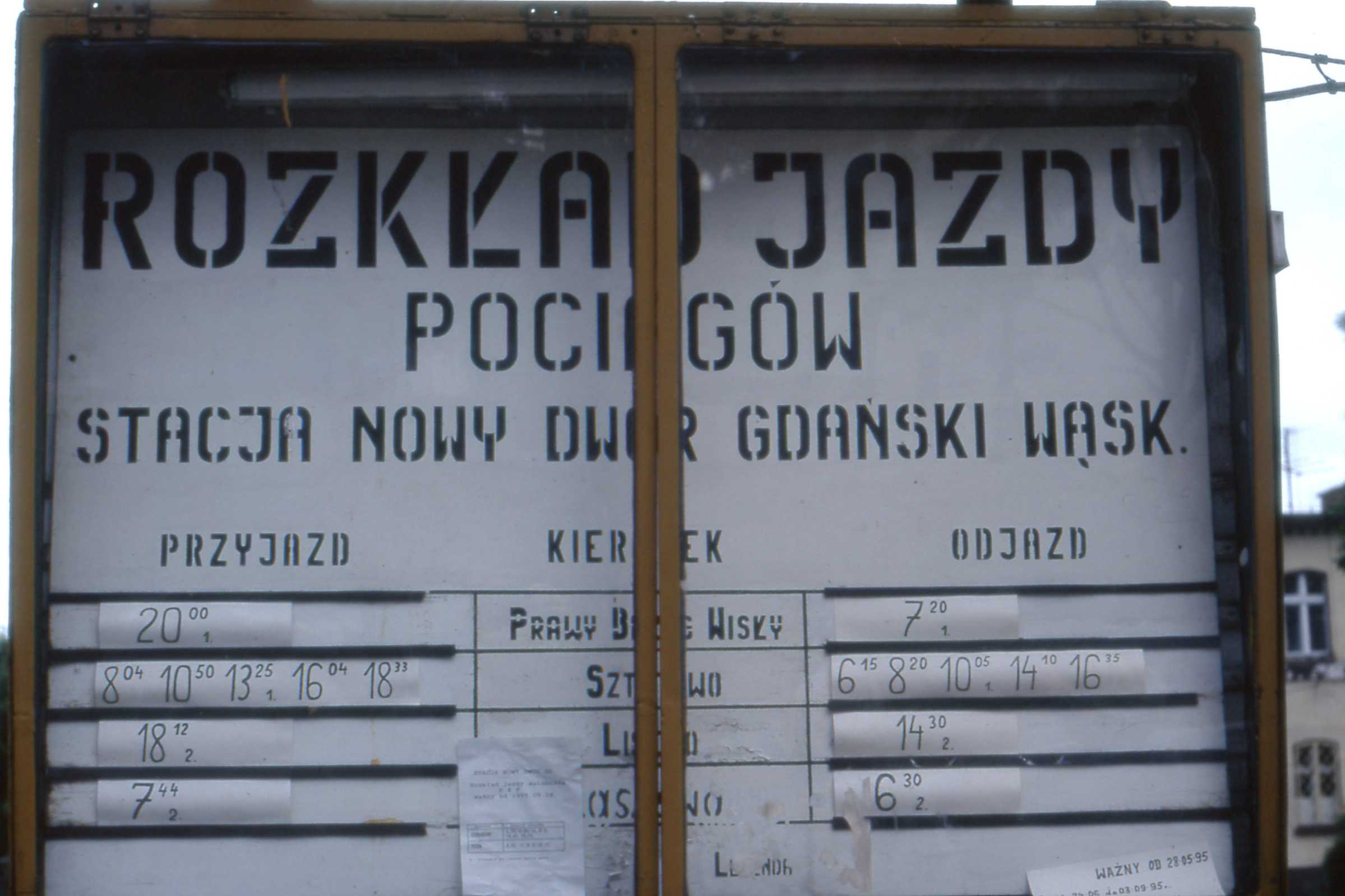
Rozkład jazdy na st. Nowy Dwór Gd. w 1995 roku

Gdańska Kolej Dojazdowa (skrót: GKD) – nieistniejąca już sieć kolei wąskotorowych na obszarze Żuław.

## Historia[1]

### Powstanie kolei
Pierwszy odcinek kolei wąskotorowej na Żuławach liczył 4,5 km i powstał prawdopodobnie około 1886 roku. Połączył cukrownię w Nowym Stawie z miejscowością Dębina Południe i obsługiwany był trakcją konną. W roku 1891 cukrownia w Nowym Stawie otrzymała koncesję na budowę kolejki wąskotorowej prowadzonej przez trakcję mechaniczną o rozstawie szyn 750 mm.
Na lewym brzegu Wisły pierwszą wąskotorową kolej, również do przewozu buraków cukrowych, wybudowała cukrownia w Cedrach Wielkich. Pierwszy odcinek, o nietypowym rozstawie szyn 780 mm, został oddany do użytku w 1888 roku. Długość sieci tej kolei osiągnęła 28 km i połączyła cukrownię w Cedrach Wielkich ze stacją kolejową w Pszczółkach.
Przez następne lata rozwijała się sieć kolejek cukrowniczych.
W 1898 roku powstała spółka Nowostawsko-Lisewkiej Małej Kolei (Neutech-Liessauer Kleinbahn), rok później powstała Spółka Akcyjna Zachodniopruskich Małych Kolei (Westpreussische Kleinbahnen Akiten-Gesselschaft).
17 sierpnia 1905 zostało uruchomione połączenie kolejowe do Świbna przez most nad śluzą w Przegalinie. Pociągi dojeżdżały do stacji Lewy Brzeg Wisły na obszarze Wyspy Sobieszewskiej, przeprawiały się na drugą stronę Przekopu Wisły promem kolejowym „Świbno” do stacji Prawy Brzeg Wisły w sąsiedztwie Mikoszewa i kontynuowały podróż do Sztutowa, Nowego Dworu lub Malborka. Ponadto uruchomiono linię okrężną Przejazdowo – Koszwały przez Giemlice. Również w 1905 powstała wąskotorowa infrastruktura dworcowa na obszarze gdańskiego Rudna – stacja kolejowa Gdańsk Wąskotorowy (niem. Danzig Kleinbahnhof) w okolicy dzisiejszego stadionu żużlowego i Bramy Żuławskiej.

### Eksploatacja kolei w czasach niemieckich
W czasach Wolnego Miasta Gdańska cała sieć kolei wąskotorowej, mimo rozdzielenia granicami, pozostała pod zarządem WKAG (Westpreuβische Kleinbahnen Aktien-Gesellschaft – Zachodniopruska Spółka Akcyjna Kolei Lokalnych) i nie została przejęta przez PKP. Osobliwością tej kolejki były tzw. pociągi teatralne oraz pociąg kąpielowy z Gdańska do Stegny i Sztutowa. W latach 1923–1925 kursował pociąg przyspieszony w relacji Malbork – Nowy Dwór Gdański – Stegna – Świbno – Koszwały – Gdańsk i z powrotem. Zniszczoną przez działania wojenne kolejkę uruchomiono w lipcu 1948 i wznowiono przeprawę promową.

### Zniszczenie i odbudowa kolei
W czasie II wojny światowej koleją przewożono więźniów do obozu Stutthof. W 1945 zbliżający się front spowodował budowę linii Sztutowo – Krynica Morska – Piaski – Alttief, którą ewakuowano ludność i wojsko.
Po zalaniu Żuław 2/3 kolei znalazło się pod wodą, w tym warsztaty w Lisewie i Nowym Dworze Gd.
Odbudową kolei zajmował się Zarząd Gdańskich Kolei Wąskotorowych utworzony w Nowym Stawie przez DOKP w Gdańsku. Sukcesywnie oddawano kolejne odcinki do ruchu. Przejściowo przebudowano odcinek Nowy Staw – Nowy Dwór Gdański z 1435 mm na 750 mm. W 1948 długość czynnych torów na Gdańskich Kolejach Wąskotorowych wynosiła 197 km, a trzy lata później już 295 kilometrów.

### Kolej w czasach socjalizmu
W latach 40. i 50. na kolei dojazdowej panował bardzo intensywny ruch pociągów, a prom parowy na Wiśle pracował przez całą dobę na „pełnych obrotach”. Jednak brak należytej konserwacji i różne meandry biurokracji doprowadziły do tego, że ponad 50-letni prom trzeba było w 1955/1956 wycofać z eksploatacji. Od tego czasu nie istniała już przeprawa taboru przez Przekop Wisły a pasażerowie korzystali z promu drogowego „Wisła” oddalonego 300 m od stacyjek Prawy Brzeg Wisły i Lewy Brzeg Wisły.
W końcu lat sześćdziesiątych rozpoczął się okres likwidacji sieci kolei wąskotorowej na Żuławach. W latach 1967–68 likwidacji uległ odcinek Malbork – Jasna (Świetliki), a w roku 1969 rozebrano linię Jeziernik – Żuławki.
Wiosną 1965 obsługę większości pociągów pasażerskich przejęły wagony motorowe zbudowane w warsztatach w Lisewie i kolejka zaczęła być częściej używana. Ówczesna polityka transportowa spowodowała zawieszenie w 1971 kursowania pociągów na odcinkach Koszwały – Lewy Brzeg Wisły i Prawy Brzeg Wisły – Stegna, a w 1974 zlikwidowano całą lewobrzeżną część sieci. Likwidacji uległa również infrastruktura (stacja, warsztaty i parowozownia Gdańsk Wąskotorowy) a tabor przekazano na prawobrzeżną część kolei.
Na prawym brzegu z myślą o turystach, na odcinku Prawy Brzeg Wisły – Sztutowo uruchomiono w czerwcu 1978 roku specjalny pociąg o szumnej nazwie „Jantar Express”. Mimo to, począwszy od końca lat 80. XX w., rozpoczął się proces stopniowego zawieszania przez PKP ruchu pasażerskiego na kolejnych liniach Gdańskich Kolei Dojazdowych: 1 września 1988 na linii Lisewo – Pogorzała Wieś – Kałdowo, 1 października 1992 na linii Kałdowo – Lipinka – Nowy Dwór Gdański, na jesieni 1995 na odcinku Lisewo – Nowy Dwór Gdański.
Pod koniec lat 90. pozostałości kolejki wąskotorowej na lewej stronie Wisły zostały rozkradzione lub rozebrane, a tabor przeznaczono na złom. Ostatnie ślady gdańskiej wąskotorówki można jeszcze zobaczyć na mostach w Przegalinie, koło Cedr Małych i nad Opływem Motławy w Gdańsku.
8 września 1996 roku zawieszono ruch pasażerskich na pozostałych czynnych liniach GKD, tj. Prawy Brzeg Wisły - Sztutowo i Stegna - Nowy Dwór Gdański. Pociągi towarowe kursowały jeszcze podczas kampanii cukrowniczej 1996/97 dla Cukrowni Nowy Staw. 30.11.1996 r. odbył się pożegnalny przejazd wagonem motorowym MBxd2. Niedługo potem rozpoczął się proces likwidacji fizycznej i administracyjnej GKD.

## Kalendarium

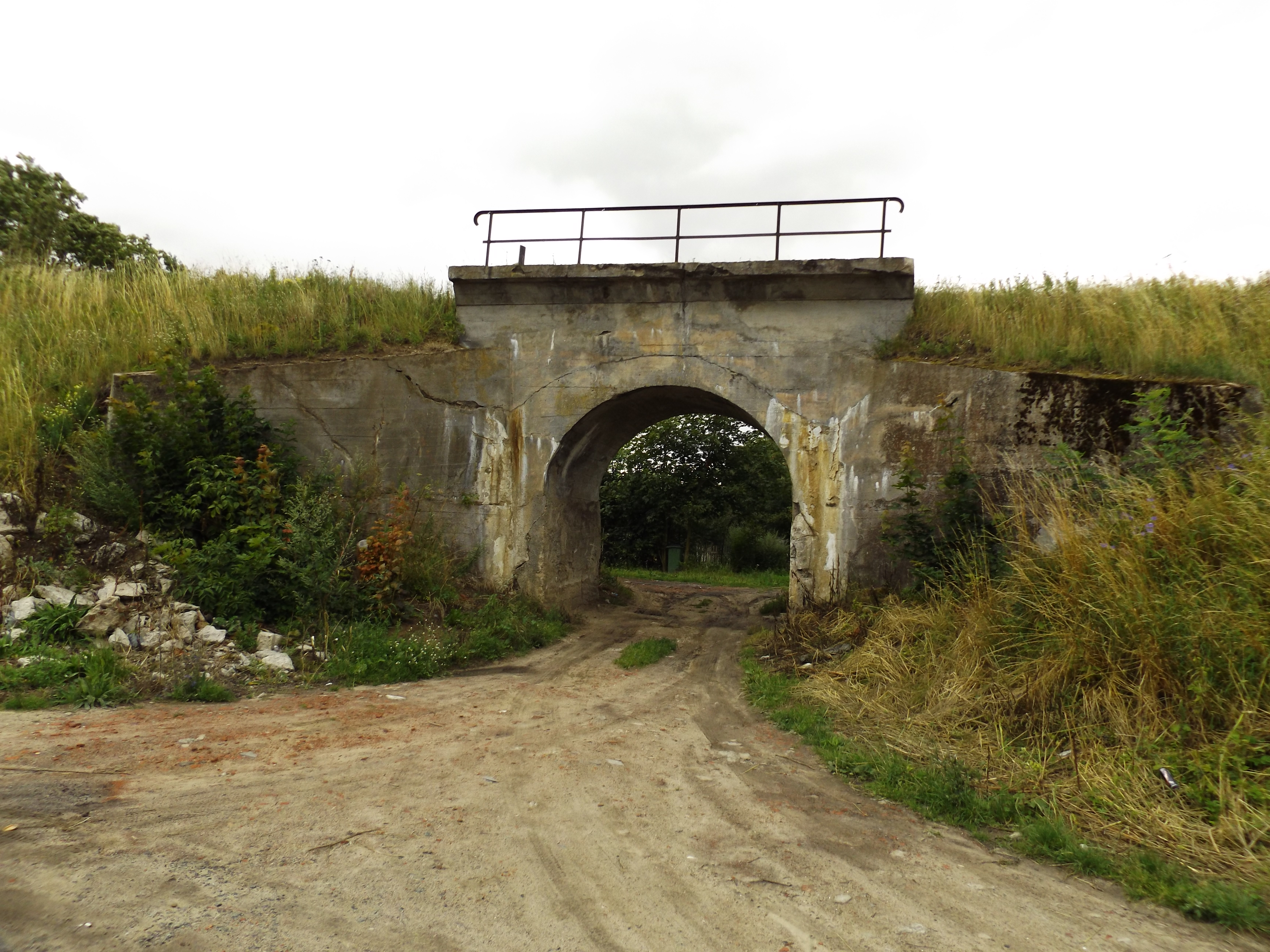
Wiadukt kolejki w Przegalinie

- 1886 – uruchomienie przez cukrownie Nowy Staw pierwszej kolei wąskotorowej na Żuławach do Dębiny Południe (4,5 km) z trakcją konną
- 1893 – uruchomienie linii Nowy Staw – Parszewo – Kącik i przez Lichnowy do Nowej Cerkwi
- 1894 – dotarcie torów do Lipinki Gdańskiej
- 1897 – przejęcie cukrowni Lisewo i Nowy Staw przez Allgemeine Deutsche Kleinbahn-Gesellschaft (ADKG)
- 1898 – powołanie Neutech-Liessauer Kleinbahn (NLK)
- 1899 – budowa odcinka Lisewo – Lichnowy, powstanie WKAG
- 1900 – budowa odcinków Ostaszewo – Nowa Cerkiew (NLK), Malbork – Kałdowo – Lipinka Gd. oraz Kałdowo – Miłoradz (WKAG)
- 1901 – budowa odcinków Ostaszewo – Nowy Dwór Gdański oraz Stare Pole – Stalewo
- 1903 – otwarcie linii Malbork – Stare Pole
- 1905 – otwarcie linii Gdańsk – Sztutowo oraz Przejazdowo – Giemlice – Koszwały
- 1906 – otwarcie linii Stegna – Nowy Dwór Gdański z mostami obrotowymi na Linawie (wówczas Prieznik) i Tudze (w Żelichowie, niezachowany)
- 1909 – WKAG oddaje do użytku odcinki Nowy Dwór Gdański – Lipinka Gdańska oraz Stalewo – Jasna
- 1913 – po kampanii cukrowniczej 1912/13 następuje likwidacja cukrowni Lisewo i przejęcie 116 km sieci NLK przez WKAG
- 1917 – uruchomienie ruchu towarowego na odcinku Jeziernik – Nowa Kościelnica
- 1920 – uruchomienie odcinka Nowa Kościelnica – Żuławki Północne na Kanale Wiślano – Zalewowym
- 1 stycznia 1922 – zawieszenie ruchu pasażerskiego na odcinkach Giemlice – Cedry Wielkie oraz Lichnowy – Nowy Staw
- 1923 – zawieszenie ruchu pasażerskiego Malbork – Jasna
- 1931 – zawieszenie ruchu pasażerskiego na odcinku Nowy Dwór Gdański – Ostaszewo
- 1945 – budowa przez Wehrmacht linii Sztutowo – Krynica Morska – Piaski – Alttief
- 1945 – uruchomienie przez Polaków odcinków Malbork – Jasna oraz Kałdowo – Lipinka Gdańska – Nowy Staw – Nowy Dwór Gdański
- 1946 – uruchomienie linii Kałdowo – Lisewo – Lichnowy – Nowy Staw oraz Lichnowy – Ostaszewo
- 1947 – uruchomienie linii Ostaszewo – Nowy Dwór Gdański – Rybina
- 1948 – uruchomienie linii Gdańsk – Lewy Brzeg Wisły oraz Prawy Brzeg Wisły – Stegna – Sztutowo
- 1950 – odbudowa linii Sztutowo – Krynica Morska dla potrzeb Marynarki Wojennej (tylko ruch towarowy)
- 1951 – odbudowa linii Jeziernik – Żuławki Północne
- 1953 – zawieszenie przewozów i likwidacja linii Sztutowo – Krynica Morska
- 1956 – likwidacja kolejowego połączenia promowego w Świbnie
- 1967 – decyzja o likwidacji linii Malbork – Jasna
- 1968 – zawieszenie ruchu pasażerskiego na trasie Lichnowy – Nowy Staw – Lipinka Gd.
- 1969 – zawieszenie ruchu na linii Jeziernik – Żuławki Północne
- 1971 – zawieszenie ruchu pasażerskiego Koszwały – Lewy Brzeg Wisły i Prawy Brzeg Wisły – Stegna
- 1974 – zawieszenie ruchu na pozostałej części kolejki na lewym brzegu Wisły
- 1978 – reaktywacja przewozów pasażerskich od Stegny do Mikoszewa (Jantar Expres)
- 1988 – zawieszenie ruchu pasażerskiego z Lisewa do Kałdowa
- 1992 – zawieszenie ruchu pasażerskiego z Kałdowa do Nowego Dworu Gdańskiego

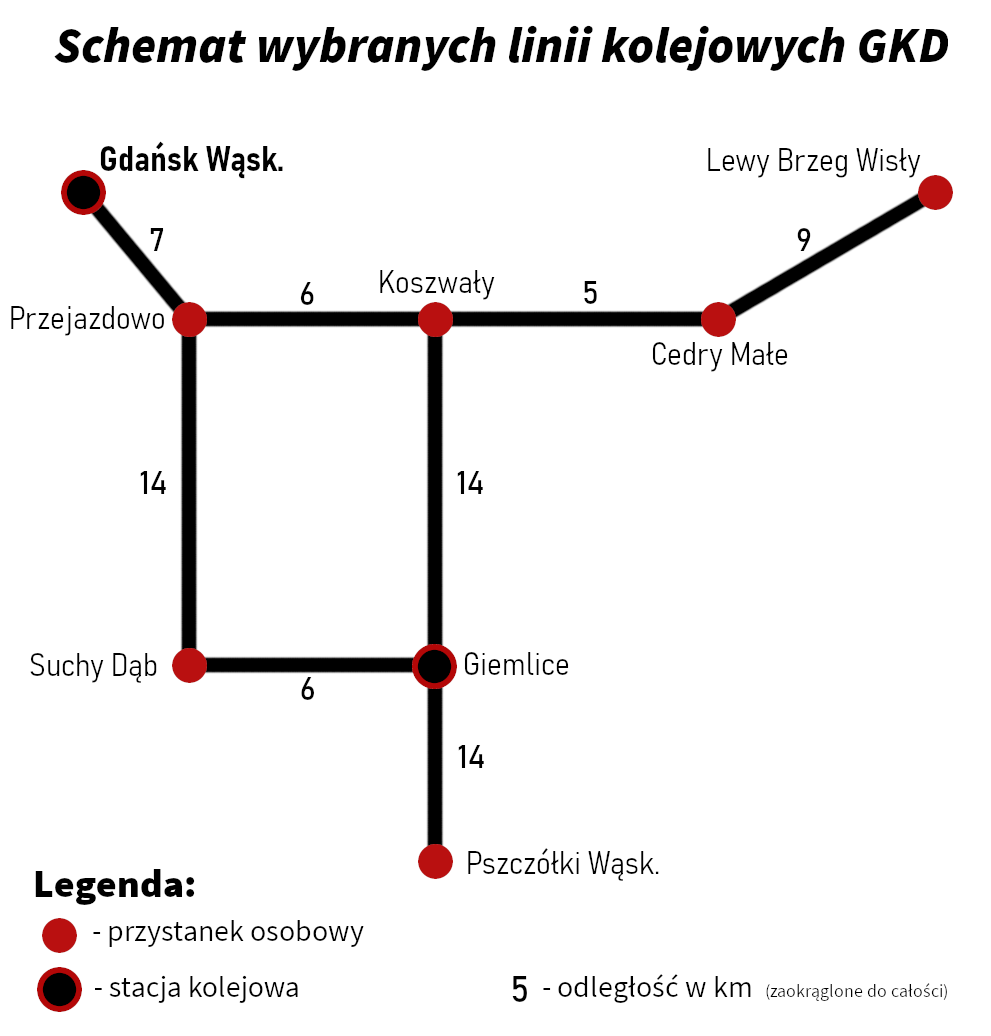
Schemat wybranych linii kolejowych GKD

- Schemat wybranych linii kolejowych GKD1 września 1995 – zawieszenie ruchu pasażerskiego Lisewo – Ostaszewo – Nowy Dwór Gdański
- 1996 – całkowite zawieszenie ruchu na kolejce przez PKP

## Linie kolejowe wchodzące w skład Gdańskich Kolei Dojazdowych
Część prawobrzeżna
- Linia kolejowa Lisewo Wąskotorowe – Ostaszewo Żuławskie – Nowy Dwór Gdański Wąskotorowy
- Linia kolejowa Lisewo Wąskotorowe – Malbork Kałdowo Wąskotorowy
- Linia kolejowa Malbork Kałdowo Wąskotorowy – Nowy Dwór Gdański Wąskotorowy
- Linia kolejowa Lichnowy – Nowy Staw Wąskotorowy – Lipinka Gdańska
- Linia kolejowa Stegna – Rybina – Nowy Dwór Gdański Wąskotorowy
- Linia kolejowa Prawy Brzeg Wisły – Stegna – Sztutowo
- Linia kolejowa Sztutowo – Krynica Morska – Nowa Karczma
- Linia kolejowa Malbork Kałdowo Wąskotorowy – Stare Pole – Fiszewo – Jasna

Część lewobrzeżna
- Gdańsk Wąskotorowy – Giemlice

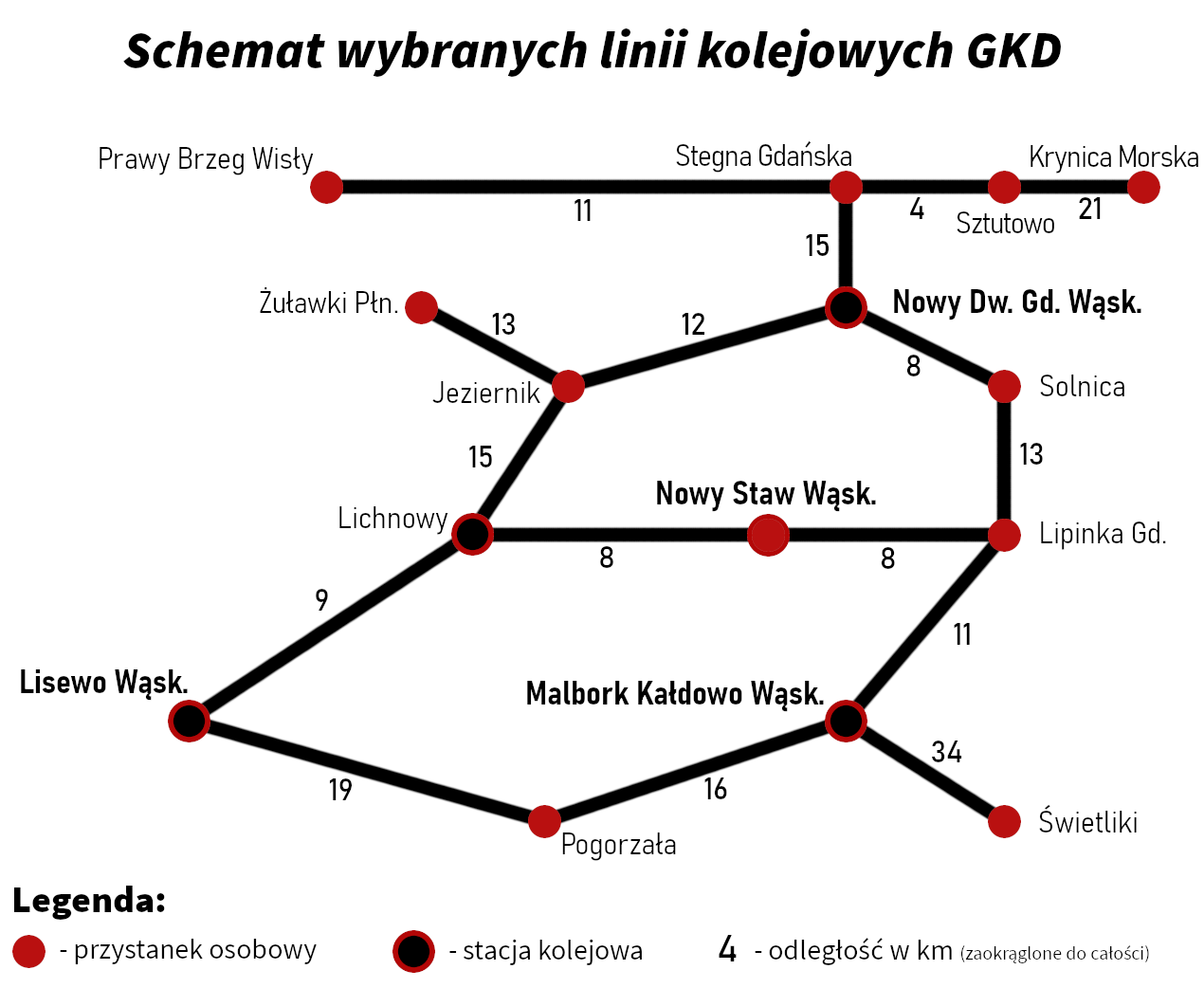
Schemat wybranych linii kolejowych GKD (nr 2)

- Koszwały – Stegna Gdańska (na odc. Koszwały – Lewy brzeg Wisły)
- Koszwały – Giemlice
- Odrzygość – Koszwały
- Giemlice – Pszczółki Wąskotorowe